# 青木原
青木原樹海（日语：／ Aokigahara Jukai），或簡稱青木原（日语：／ Aokigahara），位於日本富士山西北側山麓，橫跨山梨縣富士河口湖町與鳴澤村，周圍有西湖、精進湖與本栖湖等堰塞湖。此地源於公元864年，富士山大規模噴發後形成的熔岩台地地形，標高介於900至1300公尺之間，生有大片年輕的原生林，面積達30餘平方公里，是富士山周遭人為干擾程度最低區域之一。由於自鄰山俯瞰時，茂密的樹木隨風搖曳的景象像海浪拂動一樣，故青木原又簡稱「樹海」，並以青木原樹海之名廣為人知。
青木原樹海鄰近富士山、富士五湖，国道139号從中穿過，森林浴步道及露營營地等公共設施整備齊全。

## 自殺
由於日本作者松本清張所著『波之塔』一書與相關影音衍生之風行流傳，青木原樹海逐漸成為自殺聖地或自殺森林，有時被指為日本最知名的自殺地點，每年日本皆派警力清理自殺者遺體。

## 陰謀論
關於青木原樹海主要都市傳說流言有三：
青木原樹海地下有磁鐵礦能導致指南針失靈
青木原樹海之地質為熔岩冷卻後所形成具磁性的玄武岩，在具有大量、大範圍玄武岩之地區確實能使指南針偏移。於青木原樹海指南針約會偏移1～2度，因此日本自衛隊常於此處進行定位訓練。
在青木原樹海中，GPS不能運作
該情形與地下磁礦無關。實際上是由於青木原樹海林葉茂密，因此較為低階的GPS系統易因訊號接收不到而無法使用。近年由於基地台增置及GPS技術提升，GPS運作情形有大幅提升。
因為地下磁礦會干擾雷達，因此禁止民航機飛經上空
日本青木原樹海地區確實禁止民航機飛經該地區上空。然而這是因為一方面該地區部分為軍方用地，鑑於情資保密而禁止。另一方面是因該地區上空常形成亂流，鑑於飛航安全而禁止。